# 카툰 네트워크 (대한민국의 텔레비전 채널)
대한민국의 카툰 네트워크(Cartoon Network)는 워너 브라더스 디스커버리 산하 워너미디어 코리아에서 운영하는 애니메이션 중심의 K-POP 엔터테인먼트 채널이다.
현재는 대한민국의 모든 케이블 TV를 통해 시청할 수 있고, LG유플러스의 U+tv 및 KT의 지니TV를 비롯한, SK브로드밴드의 Btv 등 통신 3사 IPTV 서비스와 디지털 위성방송(KT스카이라이프)을 통해서도 시청할 수 있다.

## 채널 이름 로고 변천사

### 채널 이름
- 2006년 11월 11일 ~ 현재 카툰 네트워크

### 역대 로고

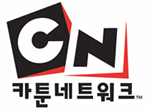
2006년 ~ 2011년(2세대 한국 로고)
2011년 ~ 현재(캐치프레이즈 로고)

## 역사

### 1990년대
1995년 12월 오리온 카툰 네트워크가 출범하여 1999년부터 2002년 12월까지 투니버스를 통해 하루 3~4시간 정도의 카툰네트워크의 애니메이션을 블록타임으로 편성해 방영했다.

### 2000년대 (개국)
2003년 1월 독자적인 채널로 방송을 하기 시작했으며, (주)CSTV와 케이블TV 및 국내의 위성방송 사업자인 스카이라이프를 통한 해외 재송신 채널이었다. (주)CSTV는 카툰네트워크 동남아지사를 위성으로 내려받아 한국어 자막을 포함하여 방송 사업자에게 공급하였다. 당시 카툰네트워크의 국내 법인이 개국 하기 전 2000년대 초, 서·남부 지방의 중계유선방송사에서 일본의 CS 위성방송 사업자인 스카이퍼펙의 위성빔을 수신해 일본의 카툰 네트워크 채널을 재송출한 적이 있었으나 계약을 맺지 않은 불법 재송출이었으며 현재는 대체 콘텐츠의 수요가 늘어남에 따라 자연스럽게 사라지게 되었다.
그러나, 2006년 7월 12일에 중앙방송이 타임 워너의 자회사인 터너 브로드캐스팅과 제휴하여 카툰네트워크를 설립, 2006년 11월 11일 한국의 국내 법인의 PP(Program Provider) 방송사로 정식 개국 하였으며 방영하는 모든 애니메이션을 한국어 더빙으로 방송하고, 원어가 영어인 프로그램에 음성다중을 제공한다.

### 2010년대
2015년 4월 터너 엔터테인먼트 네트웍스 코리아는 중앙미디어네트워크가 가진 중앙애니메이션의 지분을 모두 인수하며 사명을 터너 코리아로 바꾸었다.
2015년 11월 14일에 카툰 네트워크 코리아의 자매 채널인 부메랑이 개국되었다.
2016년 10월 미국의 통신미디어 업체 AT&T가 운영사 타임워너를 인수합병을 한다.

### 2020년대
2021~2022년 디즈니채널 및 디즈니주니어와 니켈로디언이 폐국한 이후 유일한 미국계 아동 채널 방송사로 남게 되었다. (디즈니채널과 디즈니주니어는 디즈니플러스 대한민국 진출로 폐국했고(후신은 더 키즈), 니켈로디언은 파라마운트 플러스가 티빙과 제휴해 대한민국 진출로 폐국하여 KiZmom으로 변경됐지만 KiZmom도 얼마 안 돼 폐국한 후 SBS 골프 2로 대체되었다. 그러나 티빙은 파라마운트 플러스와 제휴를 끊게 되어, 파라마운트 플러스의 영화, 애니메이션도 티빙에서 관람할 수 없을 전망이다.)
2022년 4월 미국의 다큐멘터리 방송사인 디스커버리랑 인수합병을 이후에도 유지하고 있다.
2023년 걸그룹 NewJeans와 협업으로 뮤직비디오가 방송에 공개됐다.
2024년 6월경에 한국 홈페이지가 폐쇄했으며, 접속 시 유튜브 채널로 리다이렉트된다. 현재 WBD 사이트에서 정보를 제공하고 있다.
2024년 7월 1일부로 부메랑은 9년 만에 송출 종료하고 카투니토로 채널명 변경하였다.
또한, 2025년 1월 기준 저연령층 중심 채널들을 제외한 애니메이션 전문 채널 중에서는 유일하게 인터넷 온에어가 제공되고 있지 않다. 게다가 이 채널에서 방송되는 비인기 작품들의 더빙판은 OTT 배급이나 VOD 제공조차 되지 않는 경우도 종종 있으므로, 이런 프로그램들은 시청하려면 반드시 TV 서비스에 가입해야 한다. 카툰 네트워크 자매 채널인 카투니토가 2024년 12월부터 웨이브 송출을 시작했다.

## 슬로건

### 과거
- CN City Era (2006년 11월 11일 개국 후 ~ 2009년 6월 30일)
- New Wave Era (2009년 7월 1일 ~ 2011년 9월 30일)
- CHECK it 1.0/2.0 Era 신나는 재미 (2011년 10월 1일 ~ 2014년 7월 20일)
- CHECK it 3.0 Era (2014년 7월 21일 ~ 2016년 7월 17일)
- CHECK it 4.0 Era (2016년 7월 18일 ~ 2022년 1월 8일)
- CN Dimensional Era (2017년 4월 3일 ~ 2022년 1월 8일)

### 현재
- Redraw Your World Era 그려봐, 우리들 세상 (2022년 1월 8일 ~ 현재)

## 같이 보기
- 워너 브라더스 디스커버리
- 디스커버리 채널
- 카투니토